# Aymeric (Calldetenes)
Aymeric és una masia de Calldetenes (Osona) protegida com a Bé Cultural d'Interès Local.

## Descripció
Masia, de planta quadrada, és orientada a migdia i coberta a quatre aigües. A la part esquerra té adossada una torre. A banda i banda de la façana s'hi construïren dues galeries (1913): la de la dreta es troba adossada a la masoveria, mentre la de l'esquerra s'annexiona a la torre. El portal de la casa és format per grans dovelles i la masia té boniques finestres gòtiques i conopials. A la part posterior, adossat al cos principal, hi ha una construcció adovellada i sostinguda per contraforts que serveixen d'eixida al primer pis de la masia. La construcció bàsicament és de pedra arrebossada recentment.

## Història
Els orígens de la masia els podem situar vers el segle xiii, quan el seu habitant, alouers, depenien del rei. El llinatge s'ha mantingut, els propietaris actuals encara conserven el nom i tenen documents que fan referència al mas i a les seves propietats. El tipus de torre, que conserva el mas, era defensiva i gairebé imprescindible als segles xvii i xviii, amb modificacions a principis del segle xx.